# くじら座75番星
くじら座75番星は、地球からくじら座の方向にある恒星（連星ではなく単一の恒星である）で、少なくとも2個の太陽系外惑星が周囲を公転していることが知られている。肉眼では、見かけの等級+5.36の薄暗いオレンジ色の恒星として見える。くじら座75番星は、年周視差に基づいて太陽から268光年 (82 pc)離れたところに存在しており、秒速-6 km/sで太陽に近づいている。
中国における天囷（Tiān Qūn）は、くじら座α星、くじら座κ1星、くじら座λ星、くじら座μ星、くじら座ξ1星、くじら座ξ2星、くじら座ν星、くじら座γ星、くじら座δ星、くじら座75番星、くじら座70番星、くじら座63番星、くじら座66番星からなる星群を指す。くじら座75番星はその中で10番目の恒星として知られている。
くじら座75番星は、スペクトル分類がK1 IIIの年老いた恒星で、中心部の水素を使い果たし、太陽半径の10.6倍、つまり0.05天文単位まで膨張している。これはレッドクランプで、水平分枝の段階にあり、中心部でのヘリウム核融合を通じてエネルギーを生成していることを示している。この恒星の年齢は約14億年で、質量は太陽質量の1.9倍である。有効温度は4,846ケルビンで、光度は太陽光度の56倍である。

## 惑星系
くじら座75番星を公転している太陽系外惑星が岡山惑星探査プログラムのドップラー分光法を用いた観測によって発見されており、最初の惑星は2012年に発表された。発見者らは、くじら座75番星bと命名されたこの惑星は多くの他の惑星と同様に「典型的な」巨大ガス惑星であると考えている。なお、くじら座75番星bは木星、さらには地球よりもはるかに多くの日射量を受けている。
また、観測データによると、下限質量が約0.4木星質量と約1木星質量に対応する追加の惑星が主星から約 0.9 au と約 4 au 離れた位置に存在する可能性があるとされていた。そして2023年、主星から約 4 au 離れた軌道を公転する2番目の木星規模の惑星（くじら座75番星c）の存在が確認された。0.9 au 離れた位置を公転している可能性があるとされた惑星に対応する短い周期の信号は、惑星cの真の周期から生じるエイリアス（偽の周期）であることが判明した。
| 名称 （恒星に近い順） | 質量                   | 軌道長半径 （天文単位） | 公転周期 (日)        | 軌道離心率         | 軌道傾斜角 | 半径 |
| --------------------- | ---------------------- | ----------------------- | -------------------- | ------------------ | ---------- | ---- |
| b                     | ≥2.479+0.074 −0.090 MJ | 1.912+0.002 −0.003      | 696.62+1.33 −1.69    | 0.093+0.026 −0.042 | —          | —    |
| c                     | ≥0.912+0.088 −0.143 MJ | 3.929+0.058 −0.052      | 2051.62+45.98 −40.47 | 0.023+0.191 −0.003 | —          | —    |